# Dasyatis lata
Espèce
Statut de conservation UICN

 LC  : Préoccupation mineure
Dasyatis lata (appelée quelquefois Dasyatis latus) est une espèce de raie appartenant à la famille des Dasyatidés.
On la trouve surtout dans les eaux côtières des îles Hawaï, généralement dans les zones sablonneuses ou vaseuses à des profondeurs supérieures à 15 m. Mesurant environ 1 m de large, elle a une vaste nageoire pectorale en forme de losange, un museau proéminent et une longue queue avec un mince pli ventral.
La nuit, cette espèce fourrage activement à la recherche d'invertébrés benthiques et de poissons, souvent à proximité des frontières de récifs.
La reproduction est vivipare aplacentaire. Comme il ne semble pas y avoir de menaces importantes sur sa population, l'Union internationale pour la conservation de la nature a classé cette espèce en préoccupation mineure.